# Zentai Tünde
Zentai Tünde (Kisvaszar, 1946. február 1. –) magyar etnográfus, történész.

## Tanulmányai
1964-ben kezdte meg tanulmányait a debreceni Kossuth Lajos Tudományegyetem bölcsésztudományi karán, ahol 1969-ben szerzett diplomát.

## Pályafutása
1969-től egy évig a pécsi Janus Pannonius Múzeum munkatársa, majd még egy évig dolgozott a Néprajzi Múzeumban. 1973-tól a szentendrei Szabadtéri Múzeum muzeológusa, ahol megszervezte és megtervezte, majd berendezte a Dél-Dunántúli tájegységet bemutató házakat. 1990-ben a néprajztudomány kandidátusa; 2002-ben az MTA doktora. Kutatási területe a faluszervezés, népi életmód, hiedelemmonda, néphit témaköre.

## Családja
Férje Balassa M. Iván etnográfus, egy gyermek édesanyja (Eszter).

## Főbb művei
- Az ágy és a népi alváskultúra a kora újkorban (2001)
- Adorjás – A Dél-Dunántúl festett templomai I. (2007)
- Rétfalu – A Dél-Dunántúl festett templomai II. (2008)
- Kórós – A Dél-Dunántúl festett templomai III. (2008)
- Patapoklosi; Pannónia Könyvek, Pécs, 2009
- Drávaiványi; Pro Pannónia, Pécs, 2010 (Pannónia könyvek)
- Kovácshida; Pro Pannonia, Pécs, 2010 (Pannónia könyvek)
- Szenna; Pro Pannonia, Pécs, 2011 (Pannónia könyvek)
- Drávaszög és Szlavónia; Pro Pannónia, Pécs, 2012 (Pannónia könyvek)
- Szigetvidék; Pro Pannonia, Pécs, 2013 (Pannónia könyvek)
- A Dél-Dunántúl hímes templomai; Pro Pannonia, Pécs, 2014 (Pannónia könyvek)
- Vajszló; Pro Pannonia, Pécs, 2018 (Pannónia könyvek)

## Díjai, elismerései
- Károli Gáspár-díj (2015)[1]